# HD 11946
HD 11946，又名BD+63 265，SAO 12076、HR 567，是一颗恒星，视星等为5.26，位于銀經130.16，銀緯2.71，其B1900.0坐标为赤經1h 52m 15.1s，赤緯+64° 2.71′ 6″。